# クワニア県
クワニア県（クワニアけん、英語: Kwania District）は、ウガンダ北部地域の県のひとつ。伝統的にはランゴ地方に属している。
人口は約18万人（2014年国勢調査）。

## 歴史
2018年にアパッチ県より分離。

## 隣接する県
- コレ県
- ドコロ県
- アモラタル県
- アパッチ県